# Four Stars (filme de Andy Warhol)
Four Stars (também conhecido como "****" - o título é um trocadilho com o sistema de classificação usado por críticos de censura, sendo que "as quatro estrelas" é o maior nível) é um filme estadunidense de 1967, dirigido por Andy Warhol. O filme tem 25 horas de duração, podendo ser considerado um dos filmes mais longos de Andy Warhol.
Ao contrário de alguns filmes prévios de Andy Warhol, como, por exemplo, o clássico Vinyl (de 1965), em que a câmera de filmagem, após ligada, fica filmando em Plano-sequência - sem trazer um único corte -, este filme, em especial, tem uma coisa que o crítico Gene Youngblood chama de "cortes secos". Este efeito de "cortes secos" consiste em ficar ligando e desligando a câmera durante a filmagem, criando diversos efeitos de sobreposição de imagens. Este filme, completamente experimental, foi filmado ainda no tempo da "The Factory" - antigo estúdio de Andy Warhol, em Nova Iorque -, traz diversas de suas super-estrelas, incluindo Edie Sedgwick, Ondine, Brigid Berlin, Viva, Gerard Malanga, Ultraviolet, Taylor Mead, Joe Dallesandro (em seu primeiro filme), e outros.
Fotografado inteiramente em cores, este filme foi projetada com tempo total de 25 horas de duração, juntando todos os rolos de 35 minutos.
| “ | Esta foi a última vez que nós fizemos um filme para nós mesmos. | ” |

Após dizer essa frase, deixando bem claro que deixaria o experimentalismo de lado, para se dedicar um pouco ao comercialismo, este filme foi "picado" em diversos pedaços, na tentativa de encurtá-lo, o que acabou dando origem a outros filmes, como Imitation of Christ.